# Charles Auguste Guillaume Weissenbruch
Charles Auguste Guillaume Weissenbruch, né le 24 juillet 1744 à Sarrebruck, mort le 1er mars 1826 à Bruxelles, est un journaliste et éditeur belge. Il est le beau-frère, l’associé puis le successeur de Pierre Rousseau au Journal encyclopédique et à la Société typographique de Bouillon. Il est également le gendre de l’éditeur d’Amsterdam Marc-Michel Rey.

## Biographie
Fils d'un conseiller de Régence du prince de Nassau-Sarrebruk, Charles Auguste Weissenbruch devient, par le mariage de sa sœur Louise-Frédérique le 30 septembre 1755, le beau-frère de Pierre Rousseau, propriétaire du Journal encyclopédique.
En juin 1771, il épouse Jeanne Marguerite Rey, fille de Marc Michel Rey, et devient ainsi le gendre du célèbre éditeur d'Amsterdam, qui publie Jean-Jacques Rousseau,.
Son fils Louis Jules Henry, né en 1772, prend sa succession, puis devient imprimeur de la préfecture, grâce à la protection de Louis-Ghislain de Bouteville du Metz, devenu commissaire du gouvernement français en Belgique. Il deviendra l’imprimeur du roi des Pays-Bas de 1815 à 1830.

## Vie professionnelle
À 13 ans, en 1757, Weissenbruch est engagé comme apprenti par Pierre Rousseau. En 1760, il est bombardé directeur du Bureau de la librairie, chargé du suivi des commandes et des livraisons.
Peu après la fondation de la Société typographique de Bouillon, il rachète en juin 1769 la part de Jean-Baptiste-René Robinet, qui s'en retire,, puis en mai 1772 celles des frères Jean et Jean-Louis Castilhon, qui ont repris le Journal de Trévoux. Il prend également leur succession dans la rédaction du Recueil philosophique et littéraire de la Société typographique de Bouillon, qui paraît jusqu'en 1780,.
En 1776, il est nommé formellement directeur de tous les journaux que publie la Société typographique : le Journal encyclopédique, la Gazette des gazettes, le Journal de jurisprudence, et la Gazette salutaire. Mais Pierre Rousseau, qui réside à présent le plus souvent à Paris, continue à leur porter une grande attention.
Weissenbruch remplace Jean-Pierre Louis Trécourt à la direction de la Société typographique en 1783, et tente, avec un succès mitigé, de pallier ses nombreuses erreurs de gestion.
En 1785, après la mort de Pierre Rousseau, sa veuve et lui récupèrent le privilège des journaux. La Société typographique est mise en liquidation en 1788.
En 1793, Weissenbruch, accusé de jacobinisme, est déclaré d'arrestation, mais est libéré par le garnison française responsable du château de Bouillon. Il arrête la parution des journaux, continue à imprimer quelques ouvrages, puis transporte en 1795 les presses à Bruxelles.

### Ouvrages
- (en) Raymond F. Birn, Pierre Rousseau and the 'Philosophes' of Bouillon, Genève, Institut et musée Voltaire, coll. « Studies on Voltaire and the eighteenth century » (no 29), 1964
- Georges Haumont, Roger Pierrot et Julien Cain, Le Journal encyclopédique et la Société typographique : exposition en hommage à Pierre Rousseau (1716-1785) et Charles-Auguste de Weissenbruch (1744-1826), Bouillon, Musée Ducal, 1955
- Françoise Tilkin, Trois siècles d’histoire du livre et de la pensée à travers le Fonds Weissenbruch, Bruxelles, Archives Générales du Royaume, coll. « Studia » (no 166), 2021 (présentation en ligne)

### Articles
- F. Clément, « Pierre Rousseau et les journaux de Bouillon », Annales de l’Institut archéologique du Luxembourg, nos 112-113,‎ 1981-1982, p. 66-114 (lire en ligne)